# 薰衣草 (電視劇)
《薰衣草》（英語：Lavender）2001年三立都會台華人電視劇週日十點檔系列的第一部作品，並在多家電視台播出的台灣偶像劇，亦為三立電視首部偶像劇。本劇是臺灣電視史上無線電視與有線電視合作的開端，三立電視與臺灣電視公司共同投資、交互宣傳造勢，為「一段愛與OX的故事」的首部。

## 情節
梁以薰患有先天性心臟病，在一次發病後幸得同班同學季晴川伸手援救，兩人遂建立起一段兩小無猜的情誼。不久後，晴川全家打算移民美國。在出國前一天，晴川帶著以薰去了他的秘密基地——一座廢棄花房，並给了她一个薰衣草瓶，许下承诺會在以薰20岁生日時會回到學校和她見面……
時光飛逝，多年後，晴川以歌手的身份回到台灣，並以Leo之名聲名大噪。
以薰仍記得多年前的約定，因此想在演唱會的時候把兩人約定的信物薰衣草瓶交給晴川，卻被晴川的經紀人丟了；而後，薰衣草瓶巧合地被晴川發現，撿回後默默地收在了身邊。晴川的經紀人彼得利用以薰炒作新聞，引來晴川的不滿。彼得為表示歉意，決定在以薰工作的牧場舉辦見面會，同時告知晴川以薰的住址。見面會的前一晚，晴川獨自開車來到以薰家門口，無意間聽到以薰和小童（以薰公司的小開，一直追求以薰）之間的玩笑話，信以為真認為以薰是為了名利才接近，對此感到憤怒。見面會當天，晴川因為前晚的憤怒對以薰態度輕薄；以薰憤而當著記者的面，對晴川潑水，當眾給他難看。
記者不斷到牧場想挖到晴川和以薰的八卦，小童出面趕走記者。以薰20岁生日當天，晴川恰巧看到報紙寫「以薰20歲生日最大的願望就是生活能回歸平靜」，並在電視上公開向以薰道歉，同時暗示自己沒有忘記20歲的約定。看到電視轉播的以薰，立刻拋下小童和其他同事們，趕回學校，期待與晴川見面。晴川拋下通告，直奔學校，與以薰相見。兩人訴說近況以薰表示自己仍是單身，晴川卻在美國已經有了女朋友。以薰暗自感到傷心。
晴川和「音樂教父」小室敏雄見面；但小室認為晴川的創作不帶感情，而否定了他的音樂。晴川大受打擊。
希望自己不是靠外貌才走紅的晴川，在直播節目上期待能多談論自己音樂相關的事情，對主持人Jacky只想挖自己的緋聞感到憤怒，當場槓上Jacky，引來一片負評。晴川對於自己的音樂不受肯定而感到難過，同時對自我的價值感到迷惑。
以薰恰巧在醫院遇上晴川的歌迷小雨，得知等不到換心的小雨時日不多、小雨期望能在死前見晴川一面，便厚著臉皮苦苦哀求晴川去醫院看小雨。晴川恰逢低潮，直接回絕；以薰便以「如果你去看小雨，我就不會再騷擾你」為交換條件，並在醫院苦苦等了一夜。晴川被以薰的傻勁打動，到醫院與小雨見面。小雨因見到偶像感到欣喜；一旁的以薰為了信守承諾不再和晴川見面，感到悲傷，獨自默默離去。晴川見完小雨後，找不到以薰的蹤跡……
晴川至歌迷小雨病房探病的事情，被記者報出，大大扭轉他的形象彼得開心無比，小雨也因為上報的關係有人願意捐贈心臟，準備進行換心手術。晴川為此感到開心，並開始發現自己的價值。
小童為以薰蓋了一座玻璃花房，向她告白，以薰表示自己不能收下。小雨在換心手術前做了張卡片，拜託以薰轉交給晴川。以薰因為之前的承諾，不能出現在晴川面前，所以打電話通知晴川自己將寄卡片過去，卻不料晴川想跟自己見面。晴川開車到相約地點，卻發現附近發生車禍，晴川聽說被撞到的是一個女生，感到相當驚慌，深怕以薰出事。後來發現以薰無恙，同時也明白自己對以薰的心意。當晚送她回家時跟她告白，並表示從頭到尾愛的只有以薰，也會和美國的女朋友分手。
晴川的前女朋友（Maggie）希望藉由幫助晴川的創作歌曲暢銷以挽回兩人的感情，私下找了陳姓製作人面談，卻不料在過程中差點遭受侵犯。她不惜欺騙晴川自己遭受性侵以搏取他的同情，沒想到晴川得知後信以為真，一氣之下毆打了陳姓製作人，讓自己的演藝生涯面臨了前所未有的考驗。
而後以薰因為心臟病惡化必須離開台灣，晴川不知情，Maggie卻是知道此事的，然而她因為害怕失去晴川而隱瞞實情，卻在最後一刻難抵良心而脫口向晴川坦白以薰的病情。最後以薰和晴川兩情終成眷屬，病重的以薰希望能在愛人的陪伴下度過餘生，兩人也終於有了愛的結晶。
不久後以薰的好友小童來探望他們，並推薦晴川去參加一場新人音樂試鏡，晴川做了一首獻給以薰的歌曲《幸福的瞬間》，感動了擔任評審的音樂教父；然而在晴川上電視發表歌曲的同時，獨自在家的以薰卻發病了，不久後便帶著她和晴川的小孩離開了人世，獨留晴川用一生回憶這段短暫卻美好的愛情……

## 演員列表
- 陳怡蓉 -飾 梁以薰
- 許紹洋 -飾 季晴川(LEO)
- 林韋君 -飾 Maggie
- 林姮怡 -飾 梁以晨
- 王建隆 -飾 童惟聖
- 陳宇風 -飾 杜修祺
- 徐貴櫻 -飾 梁母
- 夏靖庭 -飾 Peter
- 柯以柔 -飾 晶晶
- 陳喬恩 -飾 小卉
- 楊雅筑 -飾 小雨
- 苗子傑 -飾 王醫師
- 劉亮佐 -飾 Simon
- 黃建群 -飾 陳製作
- 彭康育 -飾 記者（客串）
- 李佩甄 -飾 娛樂新聞主播（客串）
- 周傳雄 -飾 小室敏雄（客串）
- 張宇豪 -飾 季晴川（小孩）（客串）
- 徐子喬 -飾 梁以薰（小孩）（客串）

## 電視原聲帶
- 片頭曲

《花香》
作詞：陳信榮；作曲：周傳雄；編曲：吳慶隆；演唱：許紹洋
- 片尾曲

《幸福的瞬間》
作詞：王中言；作曲：周傳雄；演唱：許紹洋
- 插曲

《愛我不愛我》
作詞：王中言；作曲：周傳雄；演唱：許紹洋

## 拍攝場地
- 本劇取景於苗栗縣飛牛牧場。

## 作品的變遷
| 臺灣 台視主頻 每週四 21:00 - 22:30                                          | 臺灣 台視主頻 每週四 21:00 - 22:30        | 臺灣 台視主頻 每週四 21:00 - 22:30 |
| --------------------------------------------------------------------------- | ----------------------------------------- | ---------------------------------- |
|                                                                             | 薰衣草 （2001年12月6日－2002年2月7日）    |                                    |
| 夢公園電影院 （2001年9月13日 - 2001年11月22日） 天理循環 （2001年11月29日） | 搖滾莎士 （2002年2月21日－2002年5月16日） |                                    |

| 臺灣 三立都會台 每週六 21:00 - 22:30                    | 臺灣 三立都會台 每週六 21:00 - 22:30 | 臺灣 三立都會台 每週六 21:00 - 22:30 |
| ------------------------------------------------------- | --- | ------------------------------------ |
|                                                         | 薰衣草 （2001年12月8日－2002年2月9日） |                                      |
| 電視大銀行（21:00-22:00） 奇怪奇怪真奇怪（22:00-23:00） | 封面人物 （2002年2月16日－2002年3月23日：21:00-22:00；2002年3月30日－2002年7月20日：21:30-22:30）中國那麼大（重播） （2002年3月30日－2002年7月20日） （20:30-21:30） |                                      |